# Cosmografía de Rávena

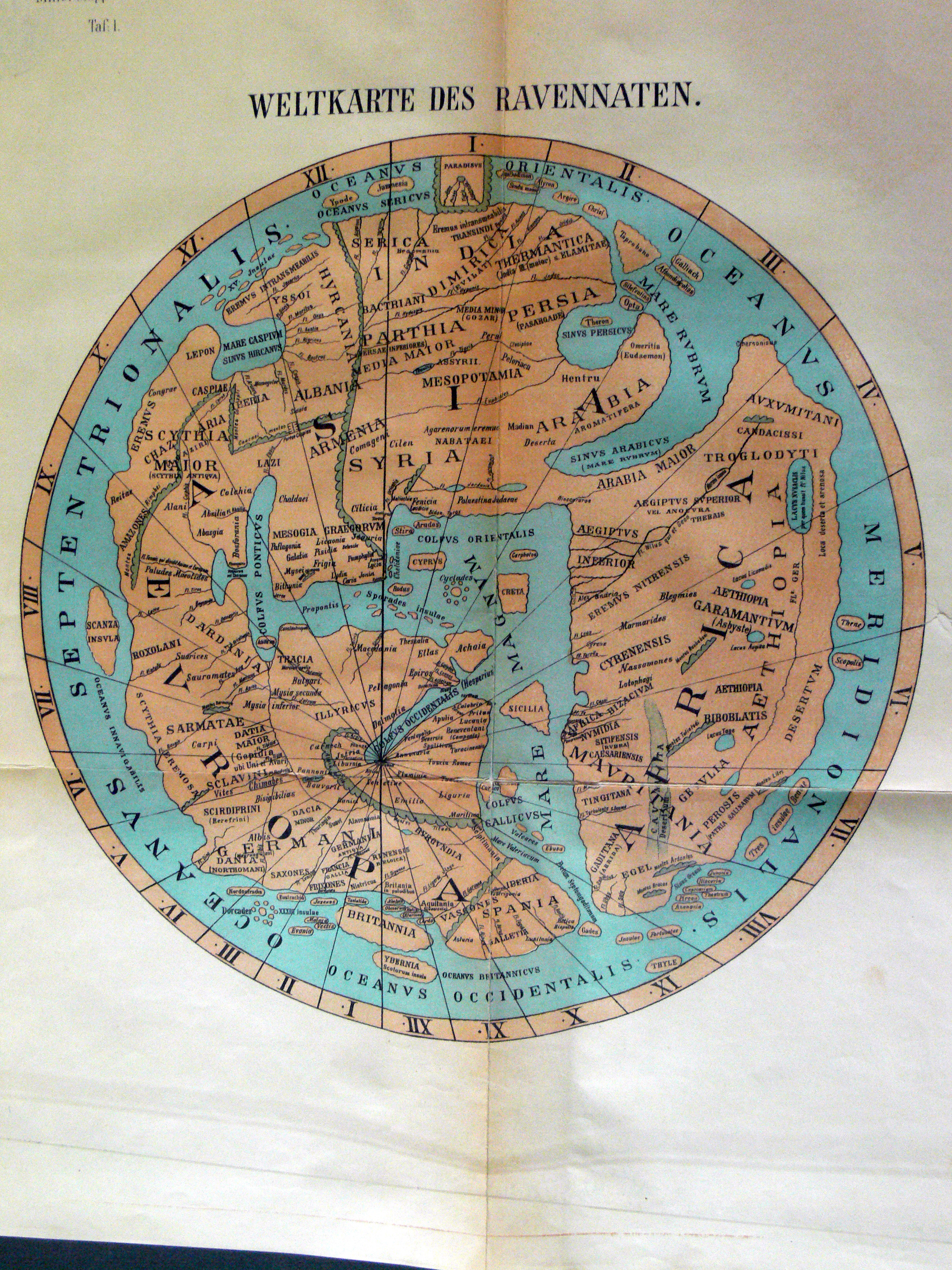
Mapa basado en la Cosmografía de Ravena

La Cosmografía de Rávena (en latín: Ravennatis Anonymi Cosmographia) es una lista de topónimos que cubre el mundo desde India a Irlanda, compilado por un monje anónimo de la ciudad de Rávena cerca del año 700 d. C. La evidencia textual indica que el autor usó mapas con frecuencia como fuente.
Es la principal lista geográfica del género para itinerarios terrestres del período bizantino, comparable en importancia a lo que representa el mapa de Peutinger para el período romano.

## Texto
Existen tres copias conocidas de la Cosmografía. La Biblioteca del Vaticano tiene una copia del siglo XIV, hay una copia del siglo XIII en París en la Bibliothèque Nationale, y la biblioteca de la Universidad de Basilea tiene otra copia del siglo XIV. La copia del Vaticano fue utilizada como fuente para la primera publicación del manuscrito en 1688 por Porcheron. El erudito alemán Joseph Schnetz publicó el texto en 1940, basándose en las ediciones del Vaticano y de París, las que creía que eran más fiables que la edición de Basilea. Algunas partes del texto, en particular el que cubre Gran Bretaña, han sido publicadas por otros, incluidos Richmond y Crawford en 1949, pero su documento mostró poca consideración por cuál de los manuscritos proporcionaba la información. Sin embargo, contenía fotografías de las secciones relevantes de los tres manuscritos, lo que permitió a Keith Fitzpatrick-Matthews reconstruir el texto desde cero en 2013 para su revaluación de su importancia para la geografía británica. La obra de Schnetz cubrió todo el documento y se volvió a publicar en 1990. Además de los tres manuscritos principales, la Biblioteca Vaticana también tiene un documento que contiene extractos de la Cosmografía realizada por Riccobaldus Ferrariensis, y hay una copia del manuscrito de París en Leiden.
Los textos supervivientes son bastante desafiantes. Consisten en comentarios y listas de nombres. El manuscrito del Vaticano presenta el texto en dos columnas, con los nombres de los lugares en mayúscula y terminados con un punto. Se ha abreviado un pequeño número de palabras. El manuscrito de París también usa dos columnas, mayúsculas y puntos, pero tiene muchas más abreviaturas que cualquiera de las otras dos. El texto está dividido en secciones por marcas de párrafo. El manuscrito de Basilea solo tiene una columna y es más difícil de leer que los demás. Tiene más abreviaturas que la copia del Vaticano, pero menos que la copia de París. Existe alguna evidencia de que el autor ha tratado de corregir o aclarar palabras que no estaban claras en el original, y no hay puntos para separar los nombres de los lugares en las listas, pero hay títulos subrayados para dividir las secciones. Como indicación de los problemas de tratar con el texto, hay un total de 315 nombres en la sección que cubre Gran Bretaña. Los tres manuscritos coinciden en la ortografía de 200 de estos. Los documentos de Basilea y Vaticano coinciden en la ortografía de otros 50, hay 33 más comunes a los documentos de Basilea y París, y 17 más que aparecen en los documentos de París y el Vaticano. Hay 8 nombres para los que no hay acuerdo entre las tres fuentes, y faltan 7 nombres en la copia de París donde los otros dos concuerdan.
En un artículo de Franz Staab, publicado en 1976, señaló que el autor original afirmó haber utilizado obras de otros tres, Athanarid, Heldebald y Marcomir, en la compilación de su propia obra. Stolte, escribiendo en 1956, argumentó que la cosmografía se terminó alrededor de 732.